# Эхутла (муниципалитет)
Эху́тла (исп. Ejutla) — муниципалитет в Мексике, в штате Халиско, с административным центром в одноимённом посёлке. Численность населения, по данным переписи 2020 года, составила 1981 человек.

## Общие сведения
Название Ejutla с языка науатль можно перевести как: место вытекающей воды.
Площадь муниципалитета равна 297,6 км², что составляет 0,4 % от общей площади штата, а наиболее высоко расположенное поселение Куйотомате находится на высоте 1257 метров.
Эхутла граничит с другими муниципалитетами штата Халиско: на севере с Тенамастланом и Хучитланом, на северо-востоке с Чикилистланом, на востоке с Тонаей, на юге с Эль-Лимоном и Эль-Грульо, на западе с Унион-де-Тулой.

## Учреждение и состав
Муниципалитет был образован 2 августа 1875 года, по данным 2020 года в его состав входит 18 населённых пунктов, самые крупные из которых:
| Код INEGI                  | Населённый пункт                                                                    | Численность населения (2005 год) | Численность населения (2010 год) | Численность населения (2020 год) |
| -------------------------- | ----------------------------------------------------------------------------------- | -------------------------------- | -------------------------------- | -------------------------------- |
| 034                        | Всего                                                                               | 1888                             | 2082                             | 1981                             |
| 0001                       | Эхутла (исп. Ejutla) 19°54′23″ с. ш. 104°09′43″ з. д. (административный центр)      | 1229                             | 1414                             | 1367                             |
| 0034                       | Сан-Лоренсо (исп. San Lorenzo) 19°57′30″ с. ш. 103°59′17″ з. д.                     | 146                              | 163                              | 148                              |
| 0015                       | Ла-Лабор (исп. La Labor) 19°55′42″ с. ш. 104°00′44″ з. д.                           | 172                              | 146                              | 134                              |
| 0074                       | Эль-Куастекумате (исп. El Cuastecumate) 19°52′11″ с. ш. 104°04′55″ з. д.            | 79                               | 81                               | 82                               |
| 0020                       | Лос-Наранхос-де-Абахо (исп. Los Naranjos de Abajo) 19°55′32″ с. ш. 104°05′22″ з. д. | 52                               | 65                               | 75                               |
| —                          | Прочие                                                                              | 210                              | 213                              | 175                              |
| Названия на карте Генштаба |                                                                                     |                                  |                                  |                                  |

## Природные ресурсы
Муниципалитет располагает следующими ресурсами:
- 14 973 гектар леса, преимущественно состоящие таких видов деревьев как: боярышника, орех грецкий, акация и сосен;
- минеральные — месторождения золота, серебра, меди, свинца, ртути, марганца и барита.

## Экономическая деятельность
По статистическим данным 2000 года, работоспособное население занято по секторам экономики в следующих пропорциях:
- сельское хозяйство, животноводство и рыбная ловля — 39,1 %;
- промышленность и строительство — 25,1 %;
- торговля, сферы услуг и туризма — 34,7 %;
- безработные — 1,1 %.

## Инфраструктура
По статистическим данным 2020 года, инфраструктура развита следующим образом:
- электрификация: 98,8 %;
- водоснабжение: 94,4 %;
- водоотведение: 98,2 %.